# José Campeche y Jordán
José Campeche y Jordán (San Juan, 23 de desembre de 1751- 7 de novembre de 1809) fou un pintor i music porto-riqueny. La seva obra és considerada rococó per l'interès en el detall i l'ornamentació.
Va néixer a San Juan, Puerto Rico, fill de Tomás Campeche (1701-1780) i María Jordán y Marqués. El seu pare era un esclau alliberat nascut a Puerto Rico i la seva mare era nadiua de les Illes Canàries. El seu pare, un restaurador i pintor d'estàtues religioses, va influir en el jove Campeche el seu interès en els arts. Campeche va ser entrenat per Luis Paret y Alcázar, un pintor de la Cort espanyola que va ser desterrat a Puerto Rico. Dominava la paleta de grisos blavosos i rosats que va assimilar de Paret.
José Campeche va morir en la ciutat de San Juan el 7 de novembre de 1809. És enterrat a l'església de San José al Vell San Juan. Hi ha una habitació "José Campeche" en l'antic Convent Dominicà del Vell San Juan, Puerto Rico i l'institut José Campeche es troba a San Lorenzo.

## Pintures
Les obres de Campeche estan relacionades amb temes religiosos així com retrats de governadors i altres personalitats importants. Algunes de les seves obres: Juan Alejo de Arizmendi, La nostra Senyora de Betlem, Retrat de Brigadier don Ramón de Castro y Gutiérrez, Retrat de Governador don Miguel de Ustariz, Joan Baptista, El Bisbe de San Francisco de la Cuerda, El salvament de l'infant Don Ramón Power y Giralt en honor de Ramón Power y Giralt, La Sagrada Família, La Mare de Déu del Rosari, La Visió de Sant Antoni , Mare de Déu de la Soletat de la Victoria i Donya María de los Dolores Gutiérrez del Mazo y Pérez, c.1796.
- El salvament de l'infant Don Ramón Power y Giralt
- Doña María de los Dolores Gutiérrez del Mazo y Pérez
- San Juan Nepomuceno
- Gobernador Ramón de Castro y Gutiérrez
- Gobernador don Miguel Antonio de Ustáriz